# Championnats du monde d'Ironman 2010
Navigation
Édition précédente Édition suivante
Les championnats du monde d'Ironman 2010 se déroule le 9 octobre 2010 à Kailua-Kona dans l'État d'Hawaï. Ils sont organisés par la World Triathlon Corporation.

## Résultats du championnat du monde

### Hommes
| Pos.     | Temps           | Nom                 | Pays           | Détail temps | Détail temps | Détail temps    | Détail temps | Détail temps    |
| Pos.     | Temps           | Nom                 | Pays           | Natation     | T1           | Cyclisme        | T2           | Course à pied   |
| -------- | --------------- | ------------------- | -------------- | ------------ | ------------ | --------------- | ------------ | --------------- |
|          | 8 h 10 min 37 s | Chris McCormack     | Australie      | 51 min 36 s  | 1 min 43 s   | 4 h 31 min 51 s | 1 min 58 s   | 2 h 43 min 31 s |
|          | 8 h 12 min 17 s | Andreas Raelert     | Allemagne      | 51 min 27 s  | 1 min 54 s   | 4 h 32 min 27 s | 2 min 05 s   | 2 h 44 min 25 s |
|          | 8 h 13 min 14 s | Marino Vanhoenacker | Belgique       | 51 min 33 s  | 1 min 59 s   | 4 h 31 min 00 s | 1 min 58 s   | 2 h 46 min 46 s |
| 4        | 8 h 16 min 53 s | Craig Alexander     | Australie      | 51 min 32 s  | 1 min 49 s   | 4 h 39 min 35 s | 2 min 00 s   | 2 h 41 min 59 s |
| 5        | 8 h 20 min 11 s | Raynard Tissink     | Afrique du Sud | 52 min 25 s  | 1 min 56 s   | 4 h 30 min 48 s | 2 min 20 s   | 2 h 52 min 44 s |
| 6        | 8 h 21 min 00 s | Timo Bracht         | Allemagne      | 53 min 52 s  | 1 min 59 s   | 4 h 29 min 42 s | 2 min 10 s   | 2 h 53 min 18 s |
| 7        | 8 h 22 min 02 s | Eneko Llanos        | Espagne        | 51 min 38 s  | 2 min 01 s   | 4 h 39 min 23 s | 2 min 00 s   | 2 h 47 min 03 s |
| 8        | 8 h 22 min 59 s | Dirk Bockel         | Luxembourg     | 51 min 12 s  | 2 min 03 s   | 4 h 35 min 48 s | 1 min 56 s   | 2 h 52 min 02 s |
| 9        | 8 h 23 min 26 s | Pete Jacobs         | Australie      | 51 min 15 s  | 2 min 02 s   | 4 h 47 min 05 s | 2 min 01 s   | 2 h 41 min 06 s |
| 10       | 8 h 24 min 04 s | Faris Al-Sultan     | Allemagne      | 51 min 25 s  | 1 min 54 s   | 4 h 32 min 40 s | 2 min 39 s   | 2 h 55 min 28 s |
| Source : |                 |                     |                |              |              |                 |              |                 |

### Femmes
| Pos.     | Temps           | Nom                  | Pays            | Détail temps    | Détail temps | Détail temps    | Détail temps | Détail temps    |
| Pos.     | Temps           | Nom                  | Pays            | Natation        | T1           | Cyclisme        | T2           | Course à pied   |
| -------- | --------------- | -------------------- | --------------- | --------------- | ------------ | --------------- | ------------ | --------------- |
|          | 8 h 58 min 36 s | Mirinda Carfrae      | Australie       | 55 min 53 s     | 1 min 56 s   | 5 h 04 min 59 s | 2 min 18 s   | 2 h 53 min 32 s |
|          | 9 h 06 min 00 s | Caroline Steffen     | Suisse          | 55 min 57 s     | 2 min 01 s   | 4 h 59 min 23 s | 2 min 53 s   | 3 h 05 min 47 s |
|          | 9 h 10 min 04 s | Julie Dibens         | Grande-Bretagne | 53 min 50 s     | 1 min 56 s   | 4 h 55 min 28 s | 2 min 39 s   | 3 h 16 min 12 s |
| 4        | 9 h 16 min 47 s | Virginia Berasategui | Espagne         | 57 min 46 s     | 2 min 22 s   | 5 h 05 min 36 s | 2 min 34 s   | 3 h 08 min 31 s |
| 5        | 9 h 18 min 48 s | Rachel Joyce         | Grande-Bretagne | 52 min 25 s     | 1 min 53 s   | 5 h 10 min 33 s | 2 min 49 s   | 3 h 11 min 09 s |
| 6        | 9 h 22 min 48 s | Karin Thürig         | Suisse          | 1 h 13 min 12 s | 3 min 10 s   | 4 h 48 min 22 s | 3 min 39 s   | 3 h 14 min 27 s |
| 7        | 9 h 23 min 33 s | Yvonne van Vlerken   | Pays-Bas        | 1 h 01 min 58 s | 2 min 00 s   | 4 h 59 min 42 s | 2 min 16 s   | 3 h 17 min 39 s |
| 8        | 9 h 26 min 42 s | Caitlin Snow         | États-Unis      | 57 min 50 s     | 2 min 27 s   | 5 h 27 min 40 s | 2 min 41 s   | 2 h 56 min 04 s |
| 9        | 9 h 27 min 02 s | Heleen bij de Vaate  | Pays-Bas        | 1 h 13 min 07 s | 2 min 16 s   | 5 h 02 min 30 s | 2 min 22 s   | 3 h 06 min 49 s |
| 10       | 9 h 27 min 42 s | Leanda Cave          | Grande-Bretagne | 55 min 43 s     | 1 min 49 s   | 5 h 07 min 30 s | 2 min 36 s   | 3 h 20 min 06 s |
| Source : |                 |                      |                 |                 |              |                 |              |                 |